# Тип 73
Бронетранспортер Тип 73 (яп. 73式装甲車) — японський бронетранспортер.

## Історія
Створено в 1967-1972 роках фірмою «Міцубісі» на замовлення Сухопутних сил самооборони на більш досконалу машину, ніж старий бронетранспортер Тип 60.
Серійне виробництво бронетранспортера почалося 1973 року і тривало остаточно 1980-х. Хоча в деяких західних публікаціях фігурує цифра в 225 випущених машин цього типу, дані щодо кількості бронетранспортерів, що перебувають на озброєнні, говорять про більшу кількість вироблених машин.
На основі бронетранспортера Тип 73 було створено 105-мм самохідна гаубиця «тип 74» і РСЗВ «тип 75».
З початком виробництва більш сучасної БМП Тип 89 планувалося замінити їй бронетранспортери Тип 73 з перетворенням останніх на артилерійські тягачі або підвізники боєприпасів. Однак, через низькі темпи виробництва БМП, заміна зроблена так і не була і основна маса випущених бронетранспортерів цього типу, разом з більш сучасною технікою, все ще залишається на озброєнні.

## Оператори
- Японія — прийнятий на озброєння в 1973 , за даними звітів Японії в ООН, в 1998 - 2003 роки на озброєнні було 337 бронетранспортерів «тип 73», в 2004 їх кількість зменшилася до 336 , 2006 року — до 332, 2008-го їх залишилося 313. Надалі їх кількість продовжувала скорочуватися, але в 2021 році на озброєнні залишалося 230 бронетранспортерів «тип 73» . У 2022 році на озброєнні залишилося 226 одиниць[3].